# 61 Ursae Majoris
61 Ursae Majoris, som är stjärnans Flamsteed-beteckning, är en ensam stjärna belägen i den södra delen av stjärnbilden Stora björnen. Den har en minsta skenbar magnitud på ca 5,35 och är svagt synlig för blotta ögat där ljusföroreningar ej förekommer. Baserat på parallaxmätning inom Hipparcosuppdraget av ca 104,8 mas, beräknas den befinna sig på ett avstånd på ca 31 ljusår (ca 9,5 parsek) från solen. Den rör sig närmare solen med en heliocentrisk radialhastighet av ca -5 km/s. Sedan 1943 har spektrumet för stjärnan fungerat som en av de stabila referenspunkterna genom vilka andra stjärnor klassificeras.

## Egenskaper
61 Ursae Majoris är en gul till vit stjärna i huvudserien av spektralklass G8 V och en solliknande stjärna. Den har en massa som är ca 0,85 solmassor, en radie som är ca 0,94 solradier och utsänder ca 0,6 gånger av den energi som solen avger från dess fotosfär vid en effektiv temperatur av ca 5 300 K.
61 Ursae Majoris är en misstänkt variabel, som varierar mellan visuell magnitud +5,30 och 5,35 utan någon känd periodicitet.
Inga exoplaneter har observerats i omloppsbana kring stjärnan, och den verkar sakna omgivande stoftskiva, som finns kring några jämförbara stjärnor. Den ligger nära samma siktlinje som underjätten HD 101212 även om det är oklart om dessa två stjärnor är gravitationellt bundna eller ens ligger i fysisk närhet av varandra.